# Lovászhetény
Lovászhetény is een plaats (község) en gemeente in het Hongaarse comitaat Baranya. Lovászhetény telt 324 inwoners (2001).